# Alexandru Lupu
Pour les articles homonymes, voir Lupu.
Pas d'image ? Cliquez ici

a Compétitions nationales et continentales officielles uniquement.

b Matchs officiels uniquement.
Dernière mise à jour le 12 septembre 2022.
Alexandru Lupu, né le 20 mars 1978, est un joueur de rugby à XV roumain. Il évolue au poste de demi de mêlée et mesure 1,78 m pour 82 kg.

## Carrière
Il a disputé son premier match avec l'équipe de Roumanie le 14 février 2004 contre l'équipe de République tchèque.

## Sélection nationale
- 2 sélections avec le XV de Roumanie
- Sélections par année : 1 en 2004, 1 en 2006
- coupe du monde de rugby : aucune.